# Índice de Margalef
El Índice de Margalef, o índice de diversidad específica de Margalef, es una medida utilizada en ecología para estimar la diversidad de una comunidad con base a la distribución numérica de los individuos de las diferentes especies en función del número de individuos existentes en la muestra analizada.
El índice de Margalef fue propuesto por el biólogo y ecólogo español Ramón Margalef y tiene la siguiente expresión:
{\displaystyle I={\frac {(s-1)}{LnN}}}
Donde I es la diversidad específica, s es el número de especies presentes, y N es el número total de individuos encontrados (pertenecientes a todas las especies). La notación Ln denota el logaritmo neperiano de un número.
El mínimo valor que puede adoptar es cero, y ocurre cuando solo existe una especie en la muestra (s=1, por lo que s-1=0). Por debajo de 2 se considera una región de baja biodiversidad, y por encima de 5, una región de alta biodiversidad.